# Tarbinskiellus portentosus
Tarbinskiellus portentosus is een rechtvleugelig insect uit de familie krekels (Gryllidae). De wetenschappelijke naam van deze soort is voor het eerst geldig gepubliceerd in 1796 door Lichtenstein.